# Taiwanesisk skägghaj
Taiwanesisk skägghaj (Cirrhoscyllium formosanum) är en hajart som beskrevs av Teng 1959. Taiwanesisk skägghaj ingår i släktet Cirrhoscyllium och familjen Parascylliidae. Inga underarter finns listade i Catalogue of Life.
Arten förekommer i havet sydväst om Taiwan. Den lever i regioner som är 110 till 320 meter djupa. Individerna blir upp till 43 cm långa. Könsmognaden infaller för honor vid en längd av 34 cm och för hannar vid 30 cm. Honor lägger ägg. När äggen kläcks är ungarna cirka 11 cm långa. Livslängden är uppskattningsvis tre år.
Flera exemplar hamnar som bifångst i fiskenät. Populationen minskar. IUCN kategoriserar arten globalt som sårbar.